# Préaux-du-Perche

Préaux-du-Perche este o comună în departamentul Orne, Franța. În 1 ianuarie 2018 avea o populație de 487 de locuitori.